# Międzynarodowy Konkurs Wokalistyki Operowej im. Adama Didura

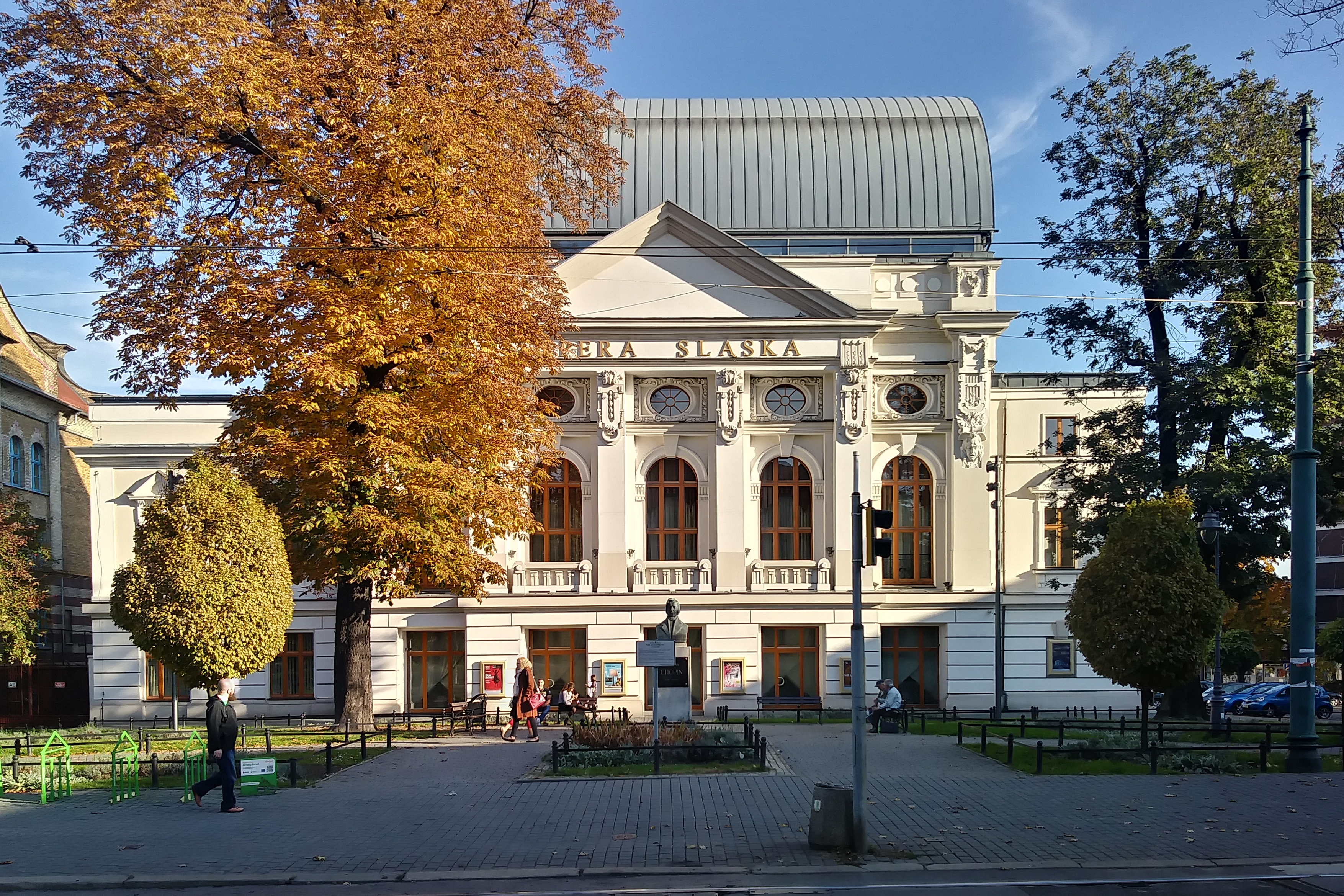
Fasada gmachu Opery Śląskiej w Bytomiu (2019)

Międzynarodowy Konkurs Wokalistyki Operowej im. Adama Didura – konkurs organizowany przez Operę Śląską w Bytomiu. Od 1979 do 2000 odbywał się jako Ogólnopolski Konkurs Wokalistyki Operowej im. Adama Didura. Od 2004 konkurs ma charakter międzynarodowy. Uczestnicy konkursu nie mogą przekroczyć 32 lat.

## I edycja ogólnopolska (1979)
I nagroda: Paweł Janowski
II nagroda: Małgorzata Armanowska
III nagroda: Janusz Wenz i Elżbieta Towarnicka
wyróżnienia: Maria Ćwiakowska, Tadeusz Leśniczak, Zofia Lis-Adamczyk, Andrzej Niemirowicz, Barbara Weselak

## II edycja ogólnopolska (1981)
I nagroda: nie przyznano
II nagroda: Renata Rentowska, Romuald Tesarowicz i Radosław Żukowski
III nagroda: Jolanta Bibel i Janusz Monarcha
wyróżnienia: Danuta Bernolak i Gabriela Kściuczyk

## III edycja ogólnopolska (1984)
I nagroda: Monika Swarowska-Walawska
II nagroda: Krzysztof Bednarek i Czesław Gałka
III nagroda: Teresa Krajewska-Kulesza, Piotr Maciej Nowacki i Wiesław Nowak
wyróżnienia: Krzysztof Jakubowski, Tadeusz Piszek, Jolanta Wrożyna

## IV edycja ogólnopolska (1989)
I nagroda: Wojciech Drabowicz
II nagroda: Barbara Krzekotowska
III nagroda: Beata Morawska i Dorota Wójcik
wyróżnienia: Paweł Czekała, Jacek Krośnicki, Agnieszka Kurowska-Janecka, Tadeusz Słowiak

## V edycja ogólnopolska (1994)
I nagroda: Andrzej Szkurhan
II nagroda: Maria Zientek
III nagroda: Krzysztof Borysiewicz i Beata Raszkiewicz
wyróżnienia: Edyta Ciechomska-Bilska, Barbara Dobrzańska, Anna Lorenc, Agnieszka Mazur, Tadeusz Pszonka, Małgorzata Ratajczak, Rafał Songan i Adam Żaak

## VI edycja ogólnopolska (2000)
I nagroda: nie przyznano
II nagroda: Artur Ruciński i Agnieszka Bochenek-Osiecka
III nagroda: Dariusz Machej, Tomasz Mazur i Bogusław Mikołaj Zalasiński
wyróżnienia: Barbara Baranowska, Mariusz Godlewski i Krzysztof Witkowski

## I edycja międzynarodowa (2004)
I nagroda: Antonio Intersiano i Ryszard Kalus
II nagroda: nie przyznano
III nagroda: Aleksandra Buczek i Fatyma Kasyanenko
wyróżnienia: Joanna Ciupa, Jolanta Wyszkowska i Magdalena Witczak

## II edycja międzynarodowa (2008)
kategoria głosów żeńskich
I nagroda i Grand Prix: Elena Xanthoudakis
II nagroda: Lina Liu
III nagroda: Lee EunHee
wyróżnienia: Monika Świostek, Aleksandra Kubas i Beata Witkowska-Glik
kategoria głosów męskich
I nagroda: Liudas Mikalauskas
II nagroda: Jarosław Kitala
III nagroda: Stanislav Kuflyuk
wyróżnienia: Bartosz Urbanowicz, Michał Partyka i Adam Sobierajski

## III edycja międzynarodowa (2012)
kategoria głosów żeńskich
I nagroda i Grand Prix: Justyna Samborska
II nagroda: Ekatarina Bakanova
III nagroda: Liudmyla Ostash
wyróżnienia: Olesya Chuprinova, Małgorzata Smolka i Ewa Wąsik
kategoria głosów męskich
I nagroda i Grand Prix: Stanislav Kaflyuk
II nagroda: Piotr Halicki
III nagroda: Bartosz Araszkiewicz

## IV edycja międzynarodowa (2019)
I nagroda: Matheus Pompeu
II nagroda: nie przyznano
III nagroda: Marcelina Beucher, Szymon Mechliński i Aleksandra Rybakova
wyróżnienia: Bożena Bujnicka, Sergey Kaydalov i Hanna Okońska

## V edycja międzynarodowa (2024)
I nagroda: Gabriela Legun
II nagroda: Aleksandra Blanik
III nagroda: Iryna Haich
wyróżnienia: Kamila Dutkowska, Monika Radecka, Filip Rutkowski